# Maruina cachita
Maruina cachita är en tvåvingeart som beskrevs av Charles L. Hogue 1973. Maruina cachita ingår i släktet Maruina och familjen fjärilsmyggor.
Artens utbredningsområde är Peru. Inga underarter finns listade i Catalogue of Life.